# Xenopipo
A Xenopipo a madarak osztályának verébalakúak (Passeriformes) rendjébe és a piprafélék (Pipridae) családjába tartozó nem.

## Rendszerezésük
A nemet Jean Cabanis írta le 1847-ben, jelenleg besorolásuk vitatott, alábbi 2 vagy 5 faj tartozik ide:
- fekete pipra (Xenopipo atronitens)[1][2]
- Xenopipo uniformis[1][2]
- Xenopipo flavicapilla[2] vagy Chloropipo flavicapilla[1]
- Xenopipo holochlora[2] vagy Cryptopipo holochlora[1]
- Xenopipo uniformis[2] vagy Chloropipo unicolor[1]

## Előfordulásuk
Dél-Amerika északi részén honosak. A természetes élőhelyük szubtrópusok és trópusok.

## Megjelenésük
Testhosszuk 13-13,5 centiméter közötti.

## Életmódjuk
Gyümölcsökkel és rovarokkal táplálkoznak.

## További információ
- Képek az interneten a nembe tartozó fajokról